# 1896–97 Newton Heath F.C.
A temporada de 1896 a 1897 foi a quinta temporada de Newton Heath na Liga de Futebol e a terceira na Segunda Divisão . Eles terminaram em segundo no campeonato, o que lhes deu uma chance de promoção de volta à Primeira Divisão . O United jogou duas partidas de teste contra cada um dos dois times da Primeira Divisão, mas, apesar de derrotar o Burnley na Bank Street, não conseguiu vencer o Sunderland e permaneceu na Segunda Divisão. Na FA Cup, os Heathens conseguiram chegar à Terceira Rodada, antes de perder por 2-0 para o Derby County pelo segundo ano consecutivo.
O clube também ingressou em equipes nas Copas Seniores de Lancashire e Manchester em 1896 a 1897. Eles foram eliminados da Lancashire Cup no segundo turno, perdendo por 2 a 1 para o Burnley . Na Copa Manchester, eles se despediram da terceira rodada, onde venceram o Manchester City, antes de perderem por 2-0 com Bury nas meias-finais.